# ياكوب كرزيوينا
ياكوب كرزيوينا (بالبولندية: Jakub Krzewina) هو عداء بولندي في سباقات المضمار والميدان متخصص في سباق 400 متر وكان أفضل رقم شخصي له فيه هو 45.11 ثانية.

## الميداليات
| الميدالية | المسابقة                                    |
| --------- | ------------------------------------------- |
| برونزية   | بطولة أوروبا لألعاب القوى 2014              |
| فضية      | بطولة أوروبا لألعاب القوى داخل الصالات 2015 |

## روابط خارجية
- ياكوب كرزيوينا على موقع الاتحاد الدولي لألعاب القوى (الإنجليزية)
- ياكوب كرزيوينا على موقع الاتحاد الأوروبي لألعاب القوى (الإنجليزية)
- ياكوب كرزيوينا على موقع الرابطة البولندية لألعاب القوى (البولندية)
- ياكوب كرزيوينا على موقع الدوري الماسي (الإنجليزية)
- ياكوب كرزيوينا على موقع اللجنة الأولمبية الدولية (الإنجليزية)
- ياكوب كرزيوينا على موقع أوليمبيديا (الإنجليزية)
- ياكوب كرزيوينا على موقع اللجنة الأولمبية البولندية (مؤرشف) (البولندية)